# Minikat

Minkat

Ein Minikat oder auch Mini-Kat ist ein nachrüstbarer, zusätzlicher Katalysator zur Verbesserung der Abgaswerte von älteren Pkw. Meist kann damit die vorhandene Euro1 (=E2)-Norm auf Euro 2 oder sogar D3 erhöht werden. Die zu entrichtende Kfz-Steuer sinkt damit. Der Minikat ersetzt je nach Pkw-Modell eine Schelle in der Abgasanlage und kann somit mit wenig Aufwand montiert werden. Minikats werden sowohl für Benziner als auch für Diesel-Pkw angeboten.
Die Vorteile gegenüber den Alternativen wie dem Kaltlaufregler sind:
- Geringste Anschaffungskosten (Stand 2006);
- kein Eingriff in die Motortechnik nötig;
- verminderter Schadstoffausstoß auch noch nach der Kaltlaufphase.

Ein Nachteil ist ein möglicher Leistungsverlust des Motors durch den erhöhten Staudruck in der Abgasanlage, der zudem zu erhöhtem Gegendruck führen kann (Belastung des Abgaskrümmers). Nach dem Einbau wird eine UMA durchgeführt. Erforderliche Unterlagen zur Eintragung bei der Straßenverkehrsbehörde sind die Fahrzeugpapiere, die Prüfbescheinigung der UMA und eine Einbaubescheinigung, die dem Minikat in der Regel beiliegt und von der AU-berechtigten Einbauwerkstatt oder (bei Selbstmontage) dem Tüv/Dekra/GTÜ auszufüllen ist. Zusätzlich liegt dem Artikel meist noch ein Steueränderungsantrag bei, welcher regional bedingt ggf. entfallen kann. Auskunft dazu erteilt die zuständige Kfz-Zulassungsstelle.